# 에이펙스인텍
에이펙스인텍 주식회사(영어: APEX INTEC)는 대한민국의 조명장치 기업이다.